# Спас (Ярославский район)
Спас — село в Ярославском районе Ярославской области России. В рамках организации местного самоуправления входит в Кузнечихинское сельское поселение; в рамках административно-территориального устройства включается в Глебовский сельский округ.

## География
Расположено на берегу реки Ить в 16 километрах к северу от центра поселения деревни Кузнечиха и в 23 километрах к северу от центра Ярославля.

## История
Каменная Спасская церковь с колокольней была устроена в 1789 году на средства генерала-лейтенанта Петра Алексеевича Бибикова. Церковь имела два престола: в холодной — Преображения Господня и в тёплом приделе — во имя Святителя и Чудотворца Николая.
В конце XIX — начале XX село входило в состав Ишмановской волости (позднее — в Малаховской волости) Романово-Борисоглебского уезда Ярославской губернии.
С 1929 года село входило в состав Ермаковского сельсовета Ярославского района, в 1946—1957 годах — в составе Толбухинского района, с 1954 года — в составе Глебовского сельсовета, с 2005 года — в составе Кузнечихинского сельского поселения.

## Население
| 1859 | 1914 | 2002 | 2007 | 2010 |
| ---- | ---- | ---- | ---- | ---- |
| 11   | ↗12  | ↘3   | ↗5   | ↘2   |

## Достопримечательности
В селе расположена недействующая Церковь Спаса Преображения (1789).